# Абдулазіз Аль-Ансарі
Абдулазіз Рашид Аль-Ансарі (араб. عبد العزيز الأنصاري; нар. 19 лютого 1992, Катар) — катарський футболіст, нападник клубу «Аль-Харітіят», який виступає в оренді за «Ас-Садд».

## Кар'єра гравця
Виханець клубу «Ас-Садд», у 16-річному віці переведений до першої команди. З того часу виступав переважно за резервну команду, за яку відзначився 27-а голами в 28-и матчах. Окрім цього в юнацькому чемпіонаті Катару U-17 відзначився 50-а голами в 17-и матчах. Двічі визнавався найкращим молодим футболістом за версією ФАК.
У березні 2011 року побував на перегляді в представника англійської Прем'єр-ліги «Вест Гем Юнайтед». Проте перехід так і не відбувся.
Влітку 2013 року він приєднався до "Ейпена"з Другого дивізіону бельгійського чемпіонату. Проте в складі нового клубу до 1 січня 2014 року вийшов на поле лише в одному поєдинку бельгійського чемпіонату. Після чого повернувся до колишнього клубу «Ас-Садд».

## Особисте життя
Закінчив Аспайр Академі.

## Досягнення
«Ас-Садд»
- Кубок Еміра
  -  Володар (1): 2015

- Кубок шейха Яссіма
  -  Володар (2): 2017, 2019

- Кубок наслідного принца Катару
  -  Володар (1): 2020

- Кубок зірок Катару
- Володар (1): 2010

- Молодіжний чемпіонат Катару (1)

- Ліга чемпіонів АФК (1)
- Клубний чемпіонат світу
  -  Бронзовий призер (1): 2011

«Аль-Харітіят»
- Клубний кубок чемпіонів Перської затоки (1/2 фіналу)

«Аль-Арабі»
- Кубок Еміра
  -  Володар (1): 2023

збірна Катару
- Переможець Чемпіонату Західної Азії: 2013

### Індивідуальні
- Найкращий бомбардир молодіжного чемпіонату Катару (2): 2010, 2011
- Найкращий бомбардир юнацького чемпіонату Катару U-17 (1)
- Найкращий бомбардир юнацького чемпіонату Катару U-15 (1)
- Найкращий бомбардир юнацького чемпіонату Катару U-12 (1)
- Найкращий бомбардир в історії юнацького чемпіонату Катару U-17 за один сезон (42 голи у 18 матчах)
- Найкращий бомбардир турніру Аспайр (4 голи у 3-х матчах)
- Один з трьох найкращих молодих футболістів Катару сезону 2011/12